# Gyrtona rotundalis
Gyrtona rotundalis là một loài bướm đêm trong họ Noctuidae.